# 曼努埃爾·帕斯夸爾
曼努埃爾·帕斯夸爾（義大利語：Manuel Pasqual，1982年3月13日—）是一位意大利足球運動員。目前效力於意甲球隊安玻里，是球隊的隊長。
帕斯夸爾在場上司職左後衛。早期他多效力於一些低級別聯賽球隊。直到2005年時加入意甲球隊費倫天拿。帕斯夸爾擁有出眾的定位球能力，并有過兩次代表意大利國家足球隊出戰的記錄。